# Keepin' the Summer Alive
Albums de The Beach Boys
L.A. (Light Album)
(1979) The Beach Boys (album)
(1985)
Keepin' the Summer Alive est le vingt-quatrième album studio des Beach Boys sorti en 1980. C'est le dernier album du groupe avant la mort de Dennis Wilson.
When Girls Get Together a été composé en novembre 1969, Some Of Your Love date l'automne 1977 (sessions pour M.I.U. Album) et Santa Ana Winds est un reliquat de l'album précédent.

## Titres

### Face 1
| No | Titre                                          | Durée |
| -- | ---------------------------------------------- | ----- |
| 1. | Keepin' the Summer Alive (C. Wilson, Bachman)  | 3:43  |
| 2. | Oh Darlin' (B. Wilson, Love)                   | 3:52  |
| 3. | Some of Your Love (B. Wilson, Love)            | 2:36  |
| 4. | Livin' with a Heartache (C. Wilson, Bachman)   | 4:06  |
| 5. | School Day (Ring! Ring! Goes the Bell) (Berry) | 2:52  |

### Face 2
| No | Titre                                     | Durée |
| -- | ----------------------------------------- | ----- |
| 1. | Goin' On (B. Wilson, Love)                | 3:00  |
| 2. | Sunshine (B. Wilson, Love)                | 2:52  |
| 3. | When Girls Get Together (B. Wilson, Love) | 3:31  |
| 4. | Santa Ana Winds (B. Wilson, Jardine)      | 3:14  |
| 5. | Endless Harmony (Johnston)                | 3:10  |